# دي أوهارا
دي أوهارا (بالإنجليزية: Dee O'Hara)‏‏ (9 أغسطس 1935 في نامبا، أيداهو - ) ممرضة .

## النشأة
ولدت أوهارا في 9 أغسطس 1935 في نامبا، أيداهو. في عام 1956 تخرجت من كلية التمريض في مستشفى بروفيدنس في بورتلاند، أوريغون. بعد التخرج، بين 1956 - 1957 أكملت أوهارا الدورات الدراسية في تقنية غرفة العمليات في جامعة أوريغون. عملت كممرضة جراحة في كلية الطب بجامعة أوريغون. بسبب مشاكل في الظهر، انتقلت إلى العمل مع ثلاثة من الأطباء التشخيصيين في بورتلاند، أوريغون، وتعلمت كيفية القيام بالعمل المختبري والأشعة السينية.